# بولدر سیتی (نوادا)
بولدر سیتی، نوادا (انگلیسی: Boulder City, Nevada) در نوادای ایالات متحده آمریکا واقع است.

## نگارخانه

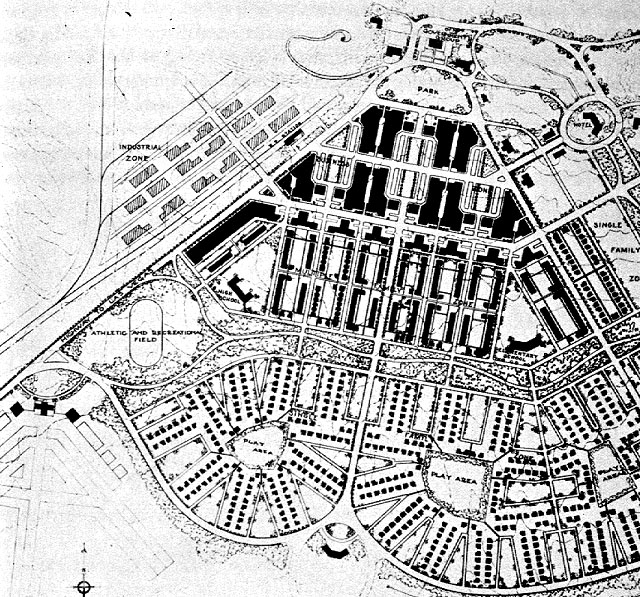
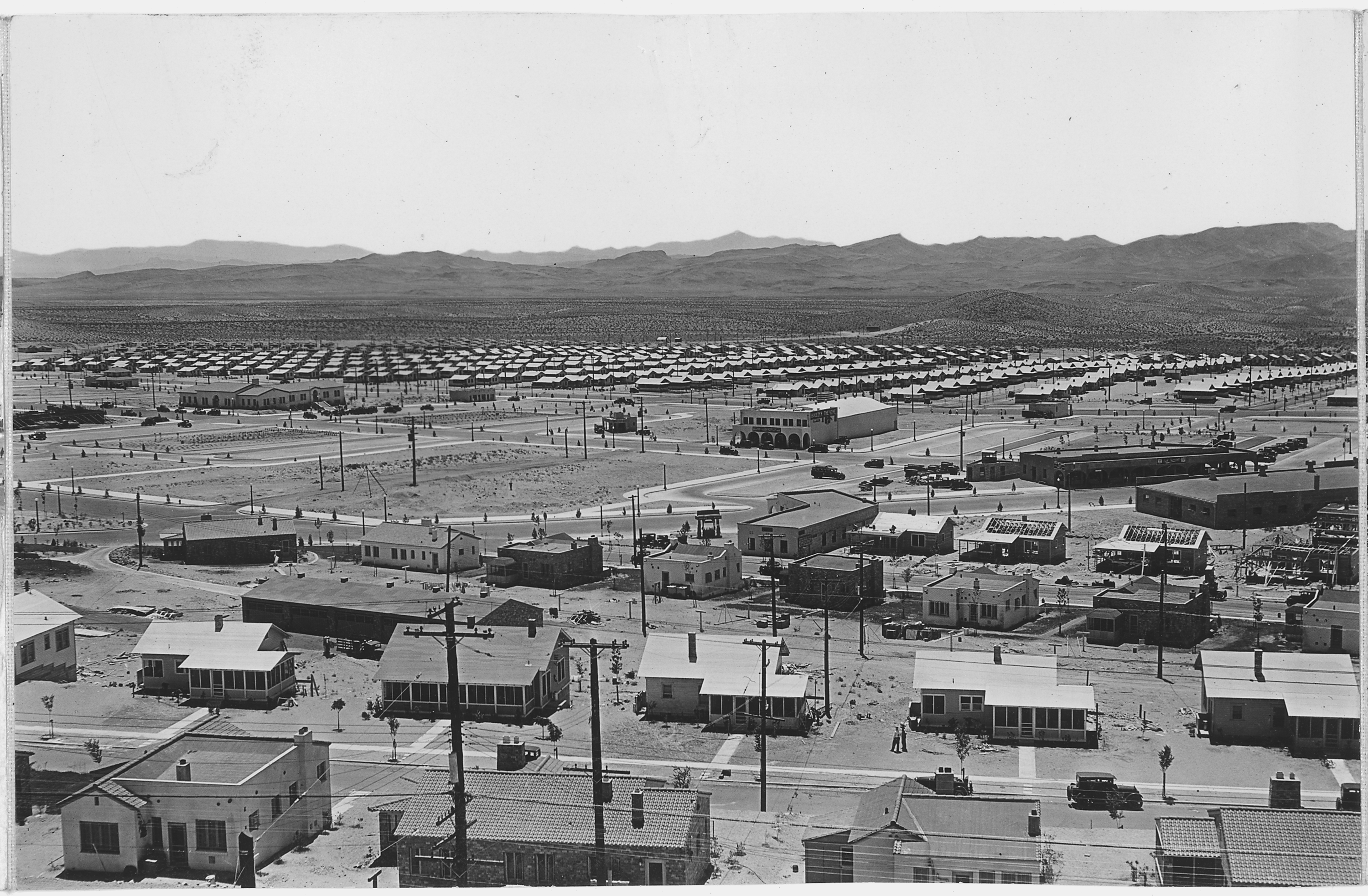